# 國人眾
國人（日语：／ Kokujin）是日本南北朝時代和室町時代的地方豪族。國人領主，總稱國眾（くにしゅう）、國人眾（こくじんしゅう）。

## 概要
國人大多出自平安時代中期管理莊園和公領的莊官、郡司、鄉司、保司的階層或鎌倉時代以降地頭的系譜。
「國人」是指「在地居住，以惣領為中心，保持獨自勢力的武士」，鎌倉時代以來就很常見。直接的源流是鎌倉時代的地頭職武士，最後成為在地領主。
此階層的武士從鎌倉幕府滅亡前後，特別是觀應擾亂到南北朝時代成為重要的存在。國人甚至成為能夠左右室町幕府・守護大名・莊園領主行動的在地勢力。
國人一方面作為守護、莊園領主等來自領域外支配者的被官，受其支配，一方面將領內百姓身分上層部的地侍被官化，以此獲得軍事力或和其他國人連携反抗支配者。南北朝時代到室町時代屢屢發生的國一揆（國人一揆=國人領主連合）就是國人領主的結合。
日本戰國時代，在守護大名支配衰退的地域，國人成為擁有城池的獨立領主。大部分的國人如同木曾氏、村上氏，編入戰國大名的家臣團。另一方面，擁有大名勢力的國人之中，也出現如毛利氏、長宗我部氏、龍造寺氏、田村氏，成為戰國大名者。

## 各地主要國人

### 北海道地方
| 蝦夷國 | 蠣崎氏（松前氏） |

### 東北地方
| 陸奧國 | 南部氏、大浦氏、八戶氏、大光寺氏、斯波氏、和賀氏、稗貫氏、九戶氏、久慈氏、閉伊氏、淨法寺氏、工藤氏、阿曾沼氏、江刺氏、薄衣氏、岩淵氏、葛西氏、大崎氏、黑川氏、留守氏、國分氏、秋保氏、砂金氏、氏家氏、高清水氏、長江氏、朴澤氏、馬籠氏、本吉氏、亘理氏、白石氏、相馬氏、岩城氏、結城氏、田村氏、石川氏、標葉氏、上遠野氏、飯野氏、伊達氏、蘆名氏、猪苗代氏、懸田氏、佐藤氏、鬼庭氏（茂庭氏）、畠山氏、石橋氏、大內氏、長沼氏、二階堂氏 |
| 出羽國 | 安東氏（秋田氏）、大平氏、小野寺氏、白岩氏、新城氏、戶澤氏、楢岡氏、淺利氏、本堂氏、八柳氏、六鄉氏、由利十二頭、最上氏、武藤氏、天童氏、寒河江氏、白鳥氏、鮭延氏、楯岡氏、東根氏、左澤氏、細川氏 |

### 關東地方
| 常陸國 | 佐竹氏、江戶氏、小田氏、小野崎氏、笠間氏、鹿島氏、菅谷氏、大掾氏、土岐氏（原氏）、真壁氏、山入氏、山方氏、小栗氏、小瀨氏、小川氏、小田野氏、信太氏                               |
| 下野國 | 宇都宮氏、那須氏、佐野氏、小山氏、塩谷氏、多功氏、芳賀氏、益子氏、皆川氏、足利長尾氏、蘆野氏、伊王野氏、大關氏、大田原氏、千本氏、福原氏、壬生氏、武茂氏、茂木氏、君島氏、長沼氏 |
| 上野國 | 橫瀨氏（由良氏）、桐生氏、長尾氏、長野氏、赤井氏、岩松氏、上泉氏、後閑氏、高田氏、沼田氏                                                                                         |
| 下總國 | 結城氏、千葉氏、足利氏、臼井氏、海上氏、白井氏、高城氏、多賀谷氏、野田氏、原氏、水谷氏、山川氏、簗田氏                                                                           |
| 上總國 | 酒井氏、土岐氏、山室氏 |
| 安房國 | 正木氏、安西氏 |
| 武藏國 | 江戶氏、太田氏、深谷氏、宅間氏、大石氏、一色氏、金子氏、吉良氏、佐佐木氏、豐島氏、澀川氏、成田氏、三田氏                                                                         |
| 相模國 | 大森氏、三浦氏、曾我氏、松田氏 |

### 北陸地方
| 越後國 | 長尾氏、色部氏、千坂氏、宇佐美氏、柿崎氏、加地氏、北條氏、小國氏、新發田氏、上條氏、直江氏、平子氏、本庄氏、山本寺氏 |
| 佐渡國 | 本間氏 |
| 越中國 | 轡田氏、蜷川氏、宮崎氏、上野氏、唐人氏、埜崎氏、神保氏、椎名氏、石黑氏、土肥氏、齋藤氏                               |
| 能登國 | 長氏、溫井氏、遊佐氏                                                                                                 |
| 加賀國 | 富樫氏、齋藤氏 |
| 越前國 | 朝倉氏、甲斐氏、堀江氏、山崎氏                                                                                       |
| 若狹國 | 粟屋氏、逸見氏、本鄉氏                                                                                               |

### 東海地方
| 甲斐國 | 穴山氏、小山田氏、跡部氏、甘利氏、板垣氏、波木井氏（南部氏）、市川氏、大井氏、飯富氏、小佐手氏、馬場氏、諸角氏、橫田氏 |
| 信濃國 | 村上氏、小笠原氏、諏訪氏、木曾氏、真田氏、井上氏、海野氏、大井氏、高梨氏、知久氏、片切氏（片桐氏）、飯島氏、依田氏、伊奈氏、泉氏、禰津氏、平賀氏、保科氏、藤澤氏、清野氏 |
| 飛驒國 | 姊小路氏、三木氏、江馬氏、內島氏、廣瀨氏、牛丸氏 |
| 駿河國 | 朝比奈氏、葛山氏、福島氏、富士氏 |
| 遠江國 | 天方氏、天野氏、井伊氏、大河內氏、小笠原氏、久野氏、本間氏、濱名氏 |
| 三河國 | 鵜殿氏、奧平氏、吉良氏、菅沼氏、西鄉氏、戶田氏、牧野氏、足助氏、三河鈴木氏、荒川氏、大須賀氏、松平氏 |
| 尾張國 | 織田氏、佐久間氏、佐佐氏、丹羽氏、林氏、久松氏、前田氏、山田氏、水野氏、水野氏 (桓武平氏)、毛利氏、山內氏、山口氏、石橋氏 |
| 美濃國 | 淺野氏、齋藤氏、稻葉氏、氏家氏、安藤氏、遠山氏、明智氏、山縣氏、落合氏、清水氏、關氏、可兒氏、各務氏、蜂屋氏、原氏、木田氏、東氏、遠藤氏、竹中氏、長井氏、不破氏、佐藤氏、大島氏、西尾氏、土田氏、肥田氏、平井氏、岸氏、坂津氏、森氏、日比野氏、日根野、仙石氏、長井氏、土岐氏、坂上氏、德山氏、村國氏、關氏、安田氏、鷲見氏、松葉氏、伊賀氏、青木氏、國枝氏、堀氏、杉原氏、坪內氏 |
| 伊勢國 | 神戶氏、長野氏、關氏、大河內氏、木造氏、坂內氏、田丸氏、波瀨氏、藤方氏 |
| 志摩國 | 九鬼氏 |

### 近畿地方
| 近江國 | 佐佐木氏、淺井氏、赤尾氏、青地氏、淺見氏、安部井氏、磯野氏、今井氏、大原氏、朽木氏、善積氏、和田氏、高屋氏、小倉氏、上坂氏、蒲生氏、駒井氏、下坂氏、高宮氏、平井氏、渡邊氏 |
| 伊賀國 | 服部氏、百地氏、藤林氏 |
| 山城國 | 革嶋氏、椿井氏、松井氏 |
| 丹波國 | 波多野氏、赤井氏、內藤氏、川勝氏、荻野氏、久下氏、酒井氏、中澤氏、籾井氏                                                                                                   |
| 丹後國 | 延永氏、石川氏 |
| 攝津國 | 芥川氏、荒木氏、有馬氏、池田氏、伊丹氏、茨木氏、入江氏、瓦林氏、多田氏、鹽川氏、高山氏、中川氏、能勢氏、溝杭氏、渡邊氏、松原氏、三宅氏、藥師寺氏、和田氏                   |
| 和泉國 | 淡輪氏、天羽氏、寺田氏、沼田氏、和久氏 |
| 河內國 | 遊佐氏、入江氏、松井氏、水走氏、安見氏、渡邊氏、津熊氏 |
| 大和國 | 筒井氏、越智氏、澤氏、多田氏、吐山氏、十市氏、豐田氏、布施氏、柳生氏 |
| 紀伊國 | 雜賀眾、鈴木氏、湯河氏、野邊氏、周参見氏、玉置氏 |
| 淡路國 | 安宅氏、賀集氏、梶原氏、吉川氏、管氏、野口氏、廣田氏、福良氏、船越氏 |

### 中國地方
| 播磨國 | 別所氏、三木氏、明石氏、安積氏、在田氏、淡河氏、糟谷氏、後藤氏、依藤氏、有馬氏                                                           |
| 因幡國 | 草刈氏、田公氏、三上氏、因幡毛利氏、矢部氏、波多野氏、丹比氏、鹿野氏、吉見氏、伊田氏、木原氏、因幡武田氏、中村氏、秋里氏、吉岡氏、佐治氏 |
| 但馬國 | 垣屋氏、八木氏、太田垣氏、田結庄氏、田公氏、宿南氏                                                                                       |
| 美作國 | 後藤氏、江見氏、佐藤氏、新免氏、中島氏、美作三浦氏、美作菅家黨、垪和氏、原田氏、大河原氏                                                 |
| 備前國 | 浦上氏、宇喜多氏、伊賀氏、能勢氏、金光氏、松田氏                                                                                         |
| 備中國 | 庄氏、三村氏、秋葉氏、新見氏、多治部氏、清水氏、妹尾氏、陶山氏、難波氏、南氏                                                             |
| 備後國 | 山內氏、宮氏、古志氏、渋川氏、杉原氏、田總氏、福原氏、三吉氏、渡邊氏、和智氏                                                             |
| 伯耆國 | 南條氏、小鴨氏、蜂塚氏、伯耆山田氏、行松氏、日野氏、越振氏、東鄉氏、小森氏、進氏、村上氏、長氏                                           |
| 出雲國 | 尼子氏、三澤氏、三刀屋氏、赤穴氏、神西氏、宍道氏、末次氏、大西氏、湯原氏、米原氏                                                         |
| 隱岐國 | 隱岐氏 |
| 石見國 | 小笠原氏、佐波氏、周布氏、高橋氏、多胡氏、永安氏、福屋氏、本城氏、益田氏、三隅氏、吉見氏                                                 |
| 安藝國 | 毛利氏、吉川氏、小早川氏、阿曾沼氏、天野氏、井上氏、香川氏、熊谷氏、宍戶氏、白井氏、山縣氏、野間氏、平賀氏、嚴島神主家                   |
| 周防國 | 陶氏、青景氏、椙杜氏、問田氏、仁保氏、冷泉氏                                                                                             |
| 長門國 | 內藤氏、岡部氏、厚東氏、豐田氏 |

### 四國地方
| 讚岐國 | 十河氏、香川氏、秋山氏、有岡氏、池內氏、鴨井氏、寒川氏、長尾氏、羽床氏、前田氏、三木氏、光井氏、三谷氏、牟礼氏、由佐氏                                                         |
| 阿波國 | 麻殖氏、伊澤氏、近藤氏、大西氏、市原氏、海部氏、鎌田氏、佐佐木氏、新開氏、三枝氏、佐野氏、田口氏、多田氏、土肥氏、原田氏、三木氏、元木氏、森氏、山田氏、麻植氏、吉成氏、三好氏 |
| 土佐國 | 長宗我部氏、本山氏、安藝氏、吉良氏、香宗我部氏、津野氏、大平氏、山田氏、片岡氏、豐永氏、石谷氏、入交氏、弘田氏                                                                 |
| 伊予國 | 河野氏、西園寺氏、宇都宮氏、忽那氏、戒能氏、金子氏、土居氏、真鍋氏、高橋氏、妻鳥氏、薦田氏                                                                                     |

### 九州地方
| 豐前國 | 杉氏、城井氏、佐田氏、時枝氏、豐前長野氏、貫氏、野仲氏、門司氏 |
| 豐後國 | 大友氏、佐伯氏、戶次氏、臼杵氏、一萬田氏、佐田氏、志賀氏、託摩氏、田北氏、立花氏、田原氏、阿南氏、吉弘氏、朽網氏、野上氏、瀨口氏                                                                                         |
| 筑前國 | 麻生氏、河崎氏、原田氏、宗像氏、秋月氏 |
| 筑後國 | 蒲池氏、河崎氏、草野氏、黑木氏、五條氏、筑後高橋氏、田尻氏、西牟田氏、星野氏、三池氏、問註所氏 |
| 肥前國 | 龍造寺氏、鍋島氏、有馬氏、松浦氏、上妻氏、犬塚氏、伊萬里氏、宇久氏（五島氏）、江上氏、大村氏、小河氏、小田氏、神代氏、草野氏、西鄉氏、澀川氏、田尻氏、高木氏、肥前千葉氏、筑紫氏、長崎氏、成冨氏、波多氏、深堀氏、橫岳氏 |
| 對馬國 | 宗氏 |
| 肥後國 | 菊池氏、相良氏、阿蘇氏、赤星氏、鹿子木氏、城氏、隈部氏、甲斐氏、名和氏、五條氏、和仁氏、天草氏、志岐氏、合志氏、小代氏、內空閑氏                                                                                         |
| 日向國 | 伊東氏、土持氏、三田井氏、米良氏、梅北氏、若林氏 |
| 大隅國 | 肝付氏、伊地知氏、上井氏、牛屎氏、加治木氏、稅所氏、敷根氏、禰寢氏、菱刈氏、平田氏、本田氏 |
| 薩摩國 | 島津氏、伊集院氏、入來院氏、鎌田氏、川上氏、川田氏、蒲生氏、執印氏、種子島氏、新納氏、八木氏 |

## 關連項目
- 大身
- 豪族
- 土豪
- 在廳官人
- 奉公眾
- 守護代
- 庶家

## 外部連結
- 地方別武將家一覽（页面存档备份，存于）